# Tarkondimotos I.
Tarkondimotos I. Philantonios (Ταρκονδιμότος Φιλαντώνιος), auch Tarcondimotus; † 31 v. Chr. bei Actium, war König in Kilikien und Bundesgenosse der Römer. In der Endphase der Römischen Republik ging er wechselnde Koalitionen mit den am römischen Bürgerkrieg beteiligten Parteien ein.

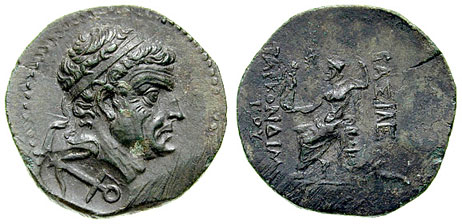
Bronzemünze des Tarkondimotos I., circa 39–31 v. Chr.; Vorderseite: Porträt mit Diadem, Blick nach rechts, darunter ein Anker als Gegenstempel; auf der Rückseite Zeus sitzend mit Blick nach links, eine Nike in der Rechten und ein Szepter in der Linken haltend. Aufschrift 'ΒΑΣΙΛΕ[ΟΣ] ΤΑΡΚΟΝΔΙΜΟΤΟΥ sowie unten ΦΙΛΑΝΤΩΝΟΥ (BASILEOS TARKONDIMOTOU, FILANTŌNIOU). Die Buchstaben in Klammern fehlen auf dem vorliegenden Exemplar, sind aber auf anderen präsent. Durchmesser 23 mm, 7,24 g

Zunächst war Tarkondimotos Parteigänger von Pompeius, anschließend stellte er sich auf die Seite Caesars, der ihn begnadigte und ihm erlaubte, seine Besitzungen zu behalten. Nach den Iden des März schloss er sich dem Caesarmörder Cassius an. Zuletzt stand er auf der Seite von Marcus Antonius, der ihn 39 v. Chr. zum König von Anazarba in Kilikien ernannte. Seitdem führte er den Beinamen Philantonius. Tarkondimotos starb 31 v. Chr. im Vorfeld der Seeschlacht von Actium, als der Flottenchef des Antonius, Gaius Sosius, die Blockade aufbrechen wollte.
Sein Aussehen ist durch Münzprägungen überliefert. Cicero, der in seiner Zeit als römischer Statthalter Kilikiens (52. v. Chr.) von Tarkondimotos mit Informationen über die Parther versorgt wurde, bezeichnete ihn 51 v. Chr. als fidelissimus socius trans Taurum amicissimusque populi Romani, „treuesten Bundesgenossen jenseits des Taurus und besten Freund des römischen Volkes“.
Seine Söhne verließen Antonius, um zu dem späteren Kaiser Augustus überzulaufen. Dennoch wurde ihnen ihre Herrschaft genommen, und erst 20 v. Chr. erhielt einer von ihnen den größten Teil der Besitzungen seines Vaters zurück, um unter dem Namen Tarkondimotos II. Philopator die Nachfolge anzutreten.

## Belege
1. ↑  John Carter: Die Schlacht bei Actium. Brockhaus, Wiesbaden 1972, S. 248;
Plutarch: Antonius 61, 2; Cassius Dio 41, 63, 1, 47 26, 2; 50, 14, 2.
2. ↑  Cicero: Briefe an die Familie. 15, 1, 2; Strabon 14, 5, 18.

| Personendaten    | Personendaten                                                         |
| ---------------- | --------------------------------------------------------------------- |
| NAME             | Tarkondimotos I.                                                      |
| ALTERNATIVNAMEN  | Tarkondimotos I. Philantonios; Ταρκονδιμότος Φιλαντώνιος (griechisch) |
| KURZBESCHREIBUNG | König von Anazarba in Kilikien                                        |
| GEBURTSDATUM     | 1. Jahrhundert v. Chr.                                                |
| STERBEDATUM      | 31 v. Chr.                                                            |
| STERBEORT        | bei Actium                                                            |